# Brasão de Estocolmo

Brasão de Estocolmo.

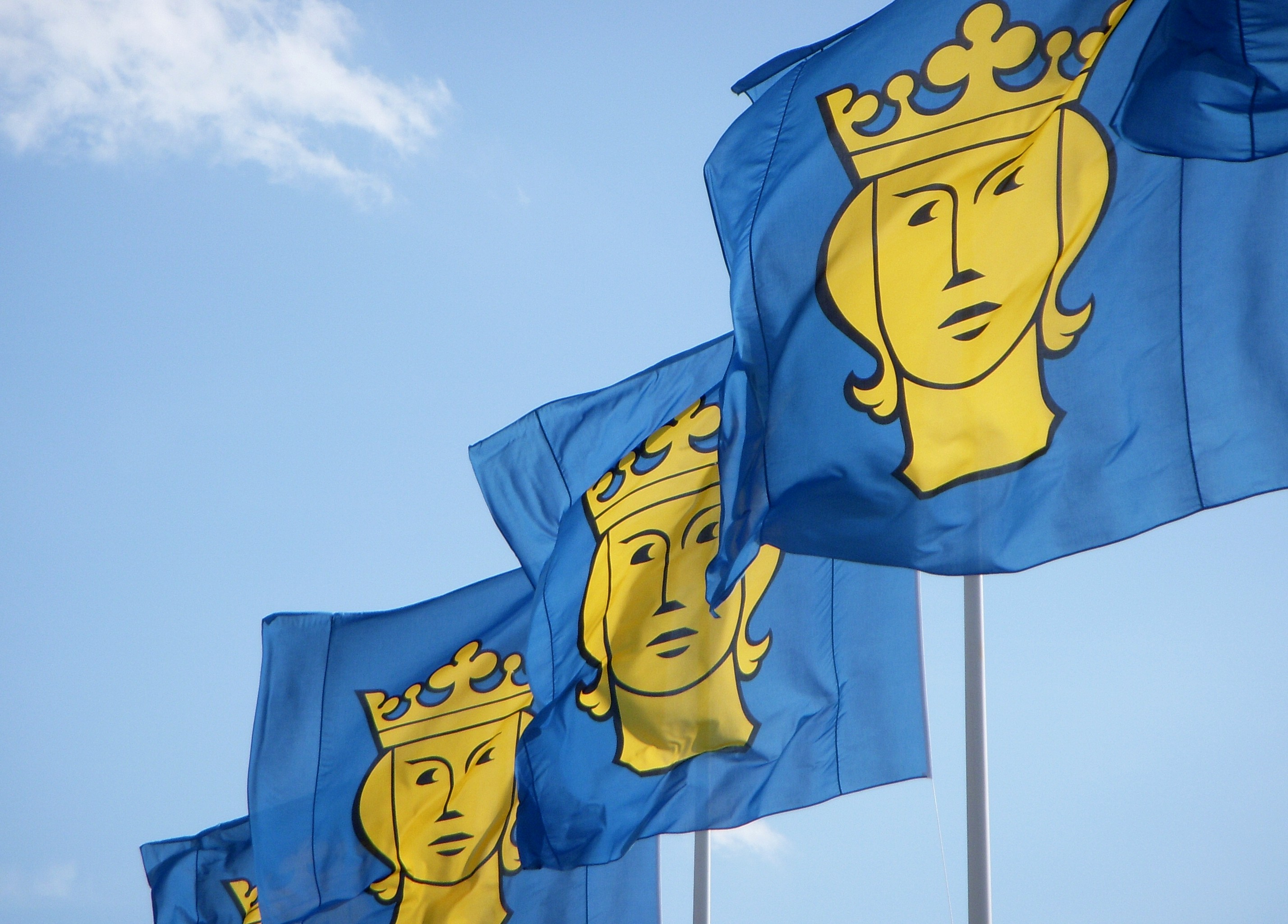
Bandeiras de Estocolmo em 2009.

O brasão de Estocolmo contém a cabeça do rei Érico IX da Suécia com a coroa real medieval.
As armas de Estocolmo mais antigas surgem num documento de 1296, com a imagem de duas torres, entre outros elementos.

## Galeria de imagens

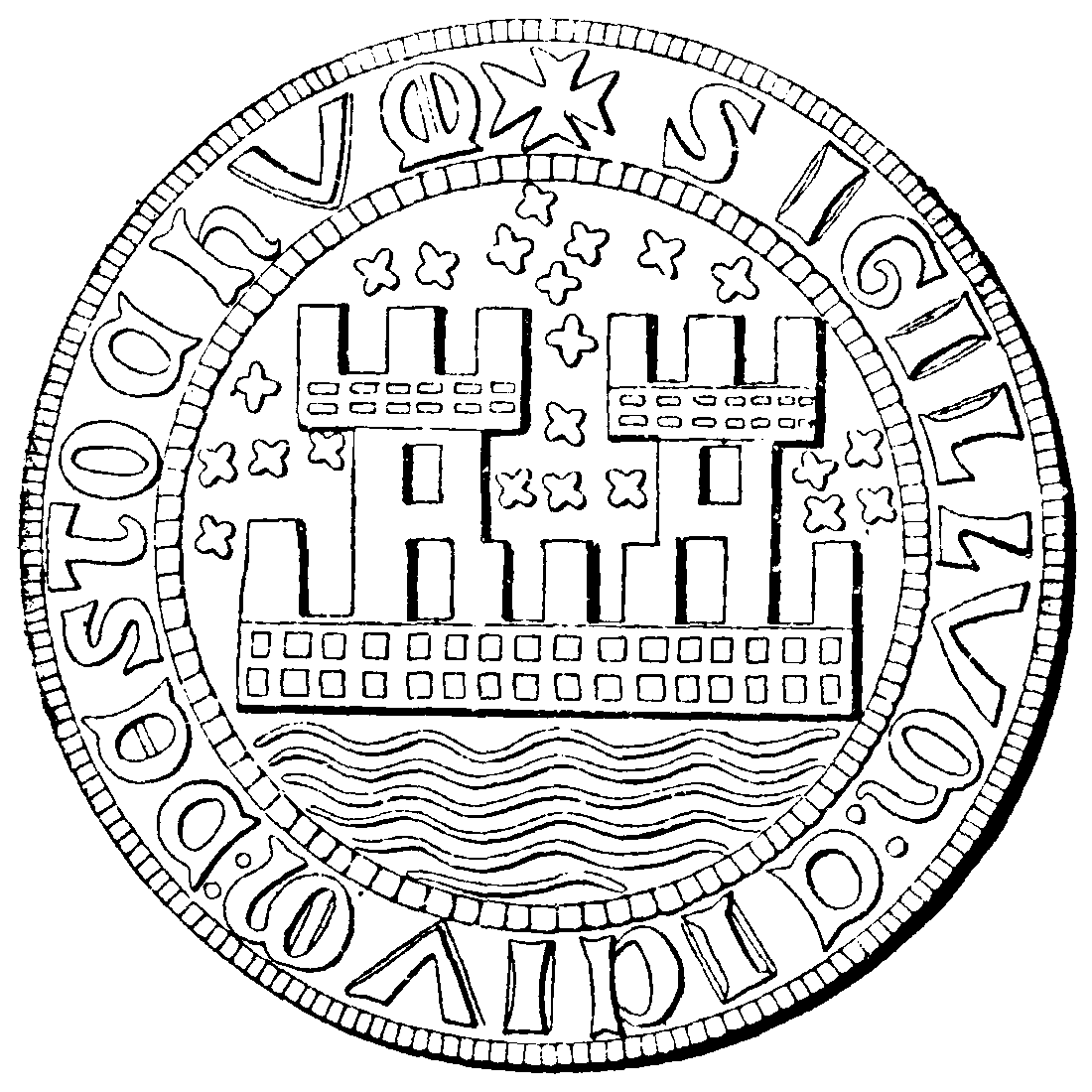
Selo mais antigo de Estocolmo, 1296
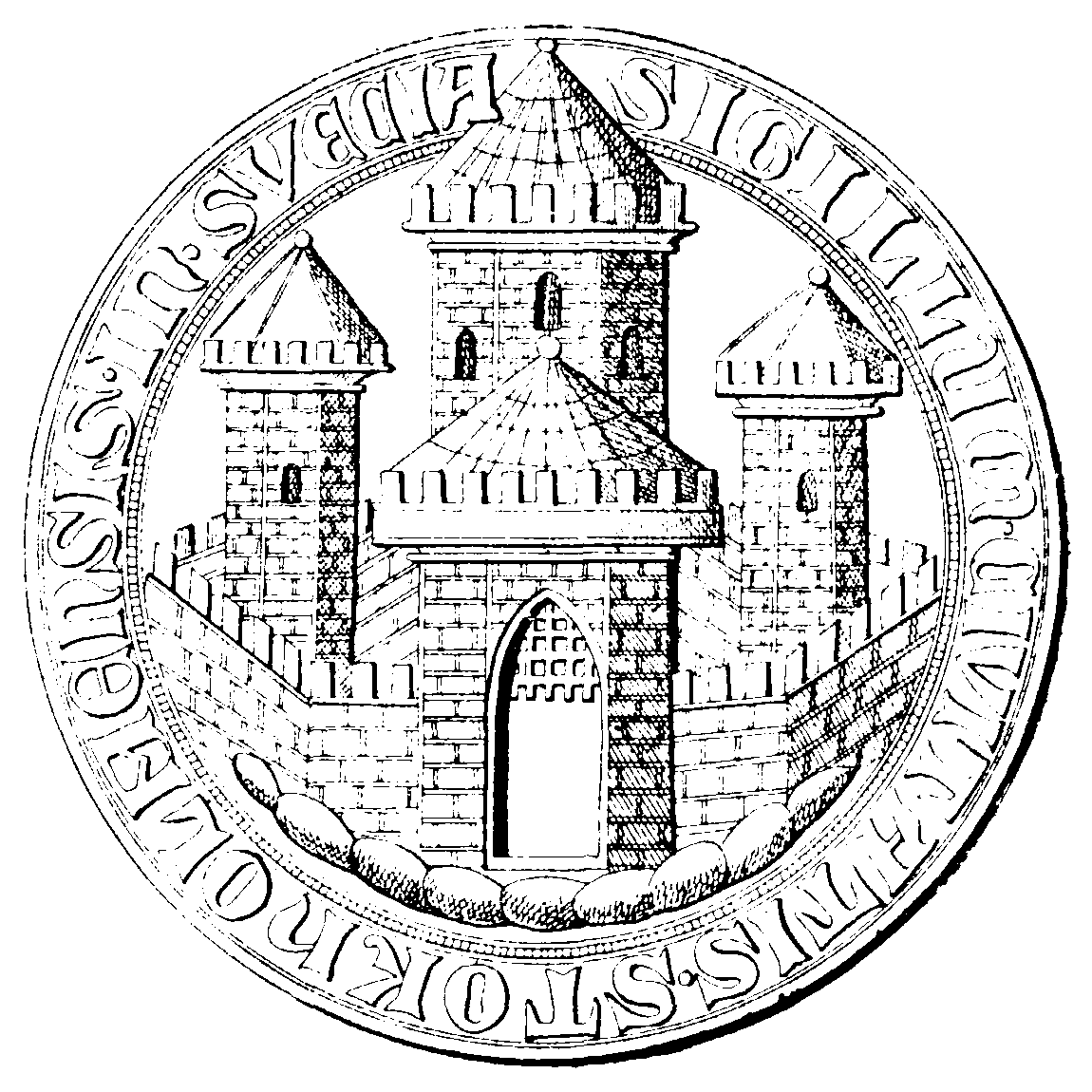
Segundo selo de Estocolmo, 1326
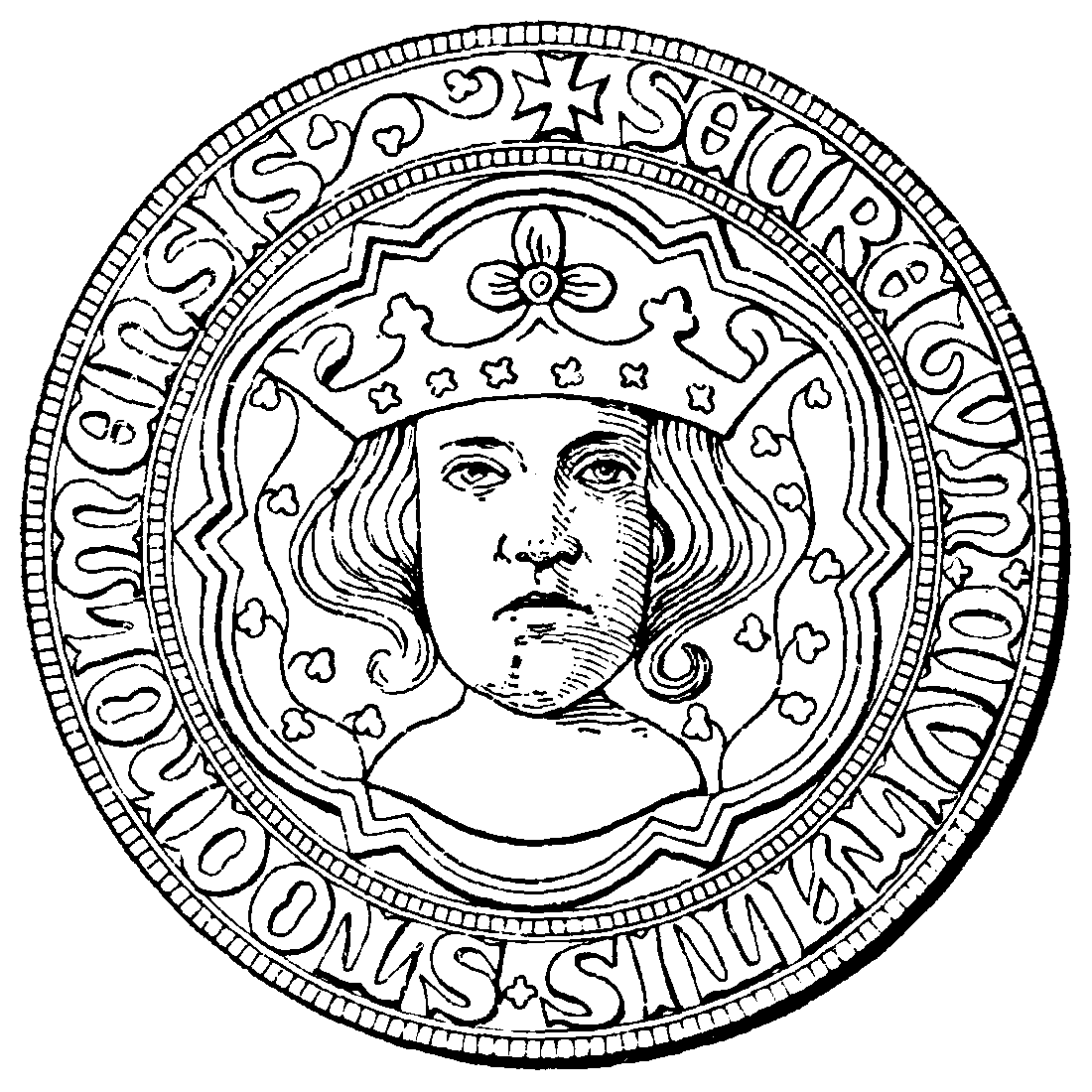
Terceiro selo de Estocolmo, 1376